# The Telephone
The Telephone er en amerikansk stumfilm fra 1910.

## Medvirkende
- Leo Delaney
- Rose Tapley
- Dolores Costello